# Flavobacteriia
Classe
Les Flavobacteriia sont une classe de bactéries comprenant les Flavobacteriaceae.

## Liste des ordres
Selon LPSN (4 mai 2024) :
- Flavobacteriales Bernardet 2012
- Bactéries non encore assignées à un ordre : comprend des bactéries n'appartenant pas à l'ordre  Flavobactériales mais figurant parmi les Flavobacteriia

## Taxonomie
Le nom correct complet (avec auteur) de ce taxon est Flavobacteriia Bernardet 2012.
Le genre type est : Flavobacterium Bergey et al. 1923.

### Étymologie
L'étymologie du nom de cette classe est la suivante : N.L. neut. n. Flavobacterium,genre type de l'ordre type de cette classe; N.L. neut. pl. n. Flavobacteriia, la classe de l'ordre Flavobacteriales.